# 주산면 (부안군)
주산면(舟山面)은 대한민국 전북특별자치도 부안군의 면이다.

## 개요
주산면은 본래의 부안군의 남하면과 소산면, 고부군 덕림면 일부 등이 1914년 통폐합 개칭된 것이다. 그 뒤에도 행정구역 조정에 따라 소규모 지역이 편입되거나 다른 면으로 옮겨지기도 하였다. 당시부터 8개 리로 나뉘웠는데 1983년에 주민조직 개편으로 40분리(행정리)72반으로 편성되었다. 면사무소는 갈촌리 357-1번지에 있으며 순 농사지역으로 부안읍 생활권에 속한다.

## 행정 구역
- 갈촌리
- 덕림리
- 돈계리
- 동정리
- 백석리
- 사산리
- 소산리
- 소주리

## 학교
- 주산초등학교
- 주산초등학교 석계분교 : 주산면 주산북로 214 (백석리, 1998년 폐교)
- 주산초등학교 덕림분교 : 주산면 덕림로 234 (덕림리, 1999년 폐교)
- 동정초등학교 : 주산면 화봉길 8-30 (동정리, 1999년 폐교)
- 주산중학교